# Aurore (court métrage)
Pour les articles homonymes, voir Aurore.
Pour plus de détails, voir Fiche technique et Distribution.
Aurore est un court métrage français écrit, réalisé et produit par Dominique Delouche en 1981, sorti en 1982.

## Synopsis
Rosella Hightower, alors directrice de la danse à l'Opéra de Paris et  qui fut la magnifique princesse Aurore de La Belle au bois dormant de Piotr Ilitch Tchaïkovski, Rosella Hightower,  enseigne le rôle à celle qui lui succède, Élisabeth Platel, la toute jeune première danseuse.

## Distribution
- Rosella Hightower, directrice de la danse de l'Opéra de Paris
- Élisabeth Platel, première danseuse étoile de l'Opéra de Paris
- Yves Gasc (voix)

## Fiche technique
- Titre : Aurore
- Réalisateur : Dominique Delouche
- Scénario : Dominique Delouche
- Directeur de la photographie : Jean Penzer
- Cameraman : Yves Agostini
- Assistant opérateur : Michel Coterel
- Musique : ballet La Belle au bois dormant de Piotr Ilitch Tchaïkovski  (1888-1890), enregistrement Sonopresse UM64013
- Pianiste : Pietro Galli
- Chorégraphie : Rosella Hightower
- Montage : Noëlle Balenci, assistée de Sylvie Nicolet
- Son : Roger Di Ponio
- Producteur : Dominique Delouche
- Administrateur de production : Bruno Massart
- Société de production : Les Films du Prieuré
- Sociétés de distribution : Les Films du Prieuré (cinéma), Doriane Films (DVD, 2011, inclus dans le coffret Les Etoiles pour l'exemple)
- Pays d'origine : France
- Genre : documentaire
- Durée : 16 minutes
- Format : couleurs - négatif et positif : 35 mm
- Tournage : en 1981 au foyer de l'Opéra de Paris-Garnier, Place de l'Opéra, 75009 Paris
- Remerciements : Bernard Lefort, administrateur général de l'Opéra de Paris ; Georges-François Hirsch, administrateur de la danse
- Copyright by Les Films du Prieuré 1982
- Date de sortie : 1982 (au cinéma), 28 novembre 2011 (en DVD)
- Visa : 55374 (délivré le 24 mars 1982)

## Autour du film
- Le film est également inclus dans un programme de courts métrages de Dominique Delouche sur DVD Doriane Fims, Les Inoubliables de la danse
- Aurore comporte un extrait de La Belle au bois dormant (collection Monique Parravicini) par le Grand Ballet du marquis de Cuevas, production Raymondo Larrain.
- Elisabeth a été nommée Etoile - quelques jours après la sortie du film en salles de cinéma - à l'occasion de sa prise de rôle de la Belle au bois dormant.